# Стив Брус
Стивен Роџер Брус (енгл. Stephen Roger Bruce; Корбриџ, 31. децембар 1960), познатији као Стив Брус (енгл. Steve Bruce), енглески је фудбалски тренер и бивши играч. Играо је на позицији централног бека.
Рођен је у селу Корбриџ у Нортамберланду. Као дете је био перспективан фудбалер, али је бивао одбијен од више професионалних клубова. Мало је фалило да Брус потпуно одустане од фудбала када је добио прилику да се покаже у Џилингему. Успео је да се придружи клубу и одиграо је за њих више од 200 утакмица. Прешао је у Норич сити 1984. године, а 1985. је са Канаринцима био освајач Лига купа. Године 1987, Брус је прешао у Манчестер јунајтед с којим је остварио велики успех освојивши 12 трофеја међу којима су три Премијер лиге, три ФА купа, један Лига куп и један Куп победника купова. Упркос добрим играма на терену, Брус никад није био позван да наступа за сениорску репрезентацију Енглеске. Сматра се да је он један од најбољих енглеских играча током 1980-их и 1990-их који није добио прилику да заигра за селекцију своје земље.
Брус је тренерску каријеру започео у Шефилд јунајтеду, а кратко је водио и Хадерсфилд таун, Виган атлетик и Кристал палас. Преузео је вођство над Бирмингем ситијем 2001. Двапут је обезбедио промоцију тог клуба у Премијер лигу током свог мандата од шест година. Напустио је клуб 2007. и по други пут постао тренер Вигана. На крају сезоне 2008/09, почео је да води Сандерланд до новембра 2011. Седам месеци касније, договорио је сарадњу са Хал ситијем. Тигрове је водио до две промоције у Премијер лигу као и до финала ФА купа 2014. Напустио је клуб у јулу 2016, а четири месеца касније преузео је Астон Вилу. На Вила парку се задржао до октобра 2018. када је добио отказ. У фебруару следеће године добио је прилику да води Шефилд венздеј, а јула исте године је отишао из клуба како би преузео Њукасл.

## Статистике играчке каријере
| Клуб               | Сезона    | Лига           | Лига    | Лига   | ФА куп  | ФА куп | Лига куп | Лига куп | Европа  | Европа | Остало  | Остало | Укупно  | Укупно |
| Клуб               | Сезона    | Дивизија       | Наступи | Голови | Наступи | Голови | Наступи  | Голови   | Наступи | Голови | Наступи | Голови | Наступи | Голови |
| ------------------ | --------- | -------------- | ------- | ------ | ------- | ------ | -------- | -------- | ------- | ------ | ------- | ------ | ------- | ------ |
| Џилингем           | 1979/80.  | Трећа дивизија | 40      | 6      | 0       | 0      | 4        | 2        | —       | —      | —       | —      | 44      | 8      |
| Џилингем           | 1980/81.  | Трећа дивизија | 41      | 4      | 1       | 0      | 4        | 3        | —       | —      | —       | —      | 46      | 7      |
| Џилингем           | 1981/82.  | Трећа дивизија | 45      | 6      | 5       | 1      | 2        | 0        | —       | —      | 3       | 1      | 55      | 8      |
| Џилингем           | 1982/83.  | Трећа дивизија | 39      | 7      | 2       | 0      | 5        | 1        | —       | —      | —       | —      | 46      | 8      |
| Џилингем           | 1983/84.  | Трећа дивизија | 40      | 6      | 6       | 1      | 0        | 0        | —       | —      | 0       | 0      | 46      | 7      |
| Џилингем           | Укупно    | Укупно         | 205     | 29     | 14      | 2      | 15       | 6        | —       | —      | 3       | 1      | 237     | 38     |
| Норич сити         | 1984/85.  | Прва дивизија  | 39      | 1      | 5       | 1      | 9        | 3        | —       | —      | —       | —      | 53      | 5      |
| Норич сити         | 1985/86.  | Друга дивизија | 42      | 8      | 1       | 0      | 4        | 2        | —       | —      | 6       | 0      | 53      | 10     |
| Норич сити         | 1986/87.  | Прва дивизија  | 41      | 3      | 3       | 0      | 4        | 0        | —       | —      | 4       | 0      | 52      | 3      |
| Норич сити         | 1987/88.  | Прва дивизија  | 19      | 2      | —       | —      | 3        | 1        | —       | —      | —       | —      | 22      | 3      |
| Норич сити         | Укупно    | Укупно         | 141     | 14     | 9       | 1      | 20       | 6        | —       | —      | 10      | 0      | 180     | 21     |
| Манчестер јунајтед | 1987/88.  | Прва дивизија  | 21      | 2      | 3       | 0      | —        | —        | —       | —      | —       | —      | 24      | 2      |
| Манчестер јунајтед | 1988/89.  | Прва дивизија  | 38      | 2      | 7       | 1      | 3        | 1        | —       | —      | —       | —      | 48      | 4      |
| Манчестер јунајтед | 1989/90.  | Прва дивизија  | 34      | 3      | 7       | 0      | 2        | 0        | —       | —      | —       | —      | 43      | 3      |
| Манчестер јунајтед | 1990/91.  | Прва дивизија  | 31      | 13     | 3       | 0      | 7        | 2        | 8       | 4      | 1       | 0      | 50      | 19     |
| Манчестер јунајтед | 1991/92.  | Прва дивизија  | 37      | 5      | 1       | 0      | 7        | 1        | 5       | 0      | —       | —      | 50      | 6      |
| Манчестер јунајтед | 1992/93.  | Премијер лига  | 42      | 5      | 3       | 0      | 3        | 0        | 2       | 0      | —       | —      | 50      | 5      |
| Манчестер јунајтед | 1993/94.  | Премијер лига  | 41      | 3      | 7       | 0      | 9        | 2        | 4       | 2      | 1       | 0      | 62      | 7      |
| Манчестер јунајтед | 1994/95.  | Премијер лига  | 35      | 2      | 5       | 2      | 1        | 0        | 6       | 0      | 1       | 0      | 48      | 4      |
| Манчестер јунајтед | 1995/96.  | Премијер лига  | 30      | 1      | 5       | 0      | 2        | 0        | 2       | 0      | —       | —      | 39      | 1      |
| Манчестер јунајтед | Укупно    | Укупно         | 309     | 36     | 41      | 3      | 34       | 6        | 27      | 6      | 3       | 0      | 414     | 51     |
| Бирмингем сити     | 1996/97.  | Прва дивизија  | 32      | 0      | 3       | 1      | 4        | 0        | —       | —      | —       | —      | 39      | 1      |
| Бирмингем сити     | 1997/98.  | Прва дивизија  | 40      | 2      | 3       | 0      | 2        | 0        | —       | —      | —       | —      | 45      | 2      |
| Бирмингем сити     | Укупно    | Укупно         | 72      | 2      | 6       | 1      | 6        | 0        | —       | —      | —       | —      | 84      | 3      |
| Шефилд јунајтед    | 1998/99.  | Прва дивизија  | 10      | 0      | 0       | 0      | 1        | 0        | —       | —      | —       | —      | 11      | 0      |
| Свеукупно          | Свеукупно | Свеукупно      | 737     | 81     | 70      | 7      | 76       | 18       | 27      | 6      | 16      | 1      | 926     | 113    |

1. ↑  Наступи у Групном купу Фудбалске лиге.
2. ↑  Наступи у Суперкупу Фудбалске лиге.
3. ↑  Наступи у Купу пуноправних чланова.
4. ↑  Наступи у Купу победника купова.
5. 1 2 3  Наступ у ФА Черити шилду.
6. ↑  Четири наступа у Купу победника купова, један у Европском суперкупу.
7. 1 2  Наступи у Купу УЕФА.
8. 1 2  Наступи у Лиги шампиона.

## Статистике тренерске каријере
Ажурирано 27. новембра 2020.
| Клуб            | Од                 | До                 | Рекорд | Рекорд | Рекорд | Рекорд | Рекорд | Реф.          |
| Клуб            | Од                 | До                 | О      | П      | Н      | И      | П %    | Реф.          |
| --------------- | ------------------ | ------------------ | ------ | ------ | ------ | ------ | ------ | ------------- |
| Шефилд јунајтед | 2. јул 1998.       | 17. мај 1999.      | 55     | 22     | 15     | 18     | 040,0  | [ 16 ]        |
| Хадерсфилд таун | 24. мај 1999.      | 16. октобар 2000.  | 66     | 25     | 16     | 25     | 037,9  | [ 16 ]        |
| Виган атлетик   | 4. април 2001.     | 29. мај 2001.      | 8      | 3      | 2      | 3      | 037,5  | [ 16 ]        |
| Кристал палас   | 31. мај 2001.      | 2. новембар 2001.  | 18     | 11     | 2      | 5      | 061,1  | [ 16 ]        |
| Бирмингем сити  | 12. децембар 2001. | 23. новембар 2007. | 270    | 100    | 70     | 100    | 037,0  | [ 16 ] [ 17 ] |
| Виган атлетик   | 26. новембар 2007. | 3. јун 2009.       | 68     | 23     | 17     | 28     | 033,8  | [ 16 ]        |
| Сандерланд      | 3. јун 2009.       | 30. новембар 2011. | 98     | 29     | 28     | 41     | 029,6  | [ 16 ]        |
| Хал сити        | 8. јун 2012.       | 22. јул 2016.      | 201    | 82     | 44     | 75     | 040,8  | [ 16 ] [ 18 ] |
| Астон Вила      | 12. октобар 2016.  | 3. октобар 2018.   | 102    | 46     | 25     | 31     | 045,1  | [ 16 ]        |
| Шефилд венздеј  | 1. фебруар 2019.   | 15. јул 2019.      | 18     | 7      | 8      | 3      | 038,9  | [ 16 ]        |
| Њукасл јунајтед | 17. јул 2019.      | данас              | 58     | 20     | 17     | 21     | 034,5  | [ 16 ]        |
| Укупно          | Укупно             | Укупно             | 962    | 368    | 244    | 350    | 038,3  |               |

## Успеси

### Као играч
Норич сити
- Друга дивизија Фудбалске лиге: 1985/86.[19]
- Лига куп: 1984/85.[20]

Манчестер јунајтед
- Премијер лига: 1992/93, 1993/94, 1995/96.[21]
- ФА куп: 1989/90,[22] 1993/94, 1995/96.[23]
- Лига куп: 1991/92.[23]
- ФА Черити шилд: 1990 (подељено),[23][24] 1993,[23] 1994.[23]
- Куп победника купова: 1990/91.[25]
- Европски суперкуп: 1991.[23]

Индивидуални
- Награде поводом десетогодишњице Премијер лиге — домаћи тим деценије[26]

### Као тренер
Бирмингем сити
- Плеј-оф Прве дивизије за улазак у Премијер лигу: 2002.[27]
- Чемпионшип: вицешампион 2006/07.[28]

Хал сити
- Чемпионшип: вицешампион 2012/13.[29]
- ФА куп: финалиста 2013/14.[30]
- Плеј-оф Чемпионшипа за улазак у Премијер лигу: 2016.[31]